# Мари Врина-Николов
Мари Врина-Николов (на френски: Marie Vrinat-Nikolov), родена Мари-Доминик Врина (Marie-Dominique Vrinat), е френска преводачка от български език и професор по българистика в Националния институт по ориенталски езици и култури в Париж.
Авторка е на научни трудове, на публикации за историята на българската литература, историята на превода в България и теорията на литературния превод, както и на учебници по български език. Създателка е на уебсайт на френски за съвременната българска литература.

## Биография
Завършва висшето си образование в Екол нормал сюпериор (Севър). Професор е по български език и литература и по теория на литературния превод в Националния институт по ориенталски езици и култури, Париж, където ръководи секцията по българска филология и магистърска програма по литературен превод. Хоноруван преподавател по история и теория на превода в Софийския университет и гост-професор по история и теория на превода в Нов български университет.
Превежда на френски произведения на около 50 български писатели: Йордан Йовков, Иван Вазов, Йордан Радичков, Вера Мутафчиева, Виктор Пасков, Георги Господинов и много други. Книгата на Георги Господинов „Физика на тъгата“ в неин превод получава наградата „Ян Михалски“ (2016).
За особени заслуги към България през 2008 г. придобива българско гражданство.

## Отличия
Носителка е на френската награда „Маларме“ за 1924 г. за превода ѝ на стихосбирката „Там, където не сме“ на Георги Господинов.
Носителка на наградата за превод на Сорбоната „Етиен Доле“.
Отличена е с почетното звание „доктор хонорис кауза“ на Софийския университет „Св. Климент Охридски“ (2024) и с отличието „Почетен знак на Столична община“ (София).

## Личен живот
През 1990 г. е вече омъжена за Виктор Пасков. Има 2 деца, родени в София, с френско и българско гражданство.